# Sampzon
Sampzon – miejscowość i gmina we Francji, w regionie Owernia-Rodan-Alpy, w departamencie Ardèche.
Według danych na rok 1990 gminę zamieszkiwały 163 osoby, a gęstość zaludnienia wynosiła 19 osób/km² (wśród 2880 gmin regionu Rodan-Alpy Sampzon plasuje się na 1459. miejscu pod względem liczby ludności, natomiast pod względem powierzchni na miejscu 1235.).

## Populacja

Populacja Sampzon w latach 1962-2008